# 鄭幹鎔
鄭 幹鎔（チョン・ガニョン、朝鮮語: 정간용、1922年5月9日 - 2003年8月30日）は、日本統治時代の朝鮮の独立運動家、大韓民国の教員、実業家、政治家。第7・8代韓国国会議員。本貫は慶州鄭氏。カトリック教徒。

## 経歴
日本統治時代の全羅南道莞島郡出身。莞島郡薬山初等学校、平安中学校（京都）、日本大学法科卒。上海臨時政府宣撫団参加。全羅南道光州西中学校・莞島中学校教員、莞島郡水産高等学校・長興高等学校校監を務めた後に政界入り、民主共和党結党メンバー・大統領選挙対策委員長・莞島地区党事務局長・全南地区組織部長・宣伝部長、韓国水産技術協会会長、三光物産重役などを務めた。また、1968年12月11日より第11代大韓バドミントン協会会長を務めた。